# Miguel Quiame
Miguel Geraldo Quiame (ur. 17 września 1991) – piłkarz angolski grający na pozycji pomocnika. Od 2016 roku jest zawodnikiem klubu Petro Atlético.

## Kariera klubowa
Karierę piłkarską Quiame rozpoczął w klubie Académica Soyo. W 2009 roku zadebiutował w jego barwach w pierwszej lidze angolskiej. W klubie tym grał do końca 2010 roku, a na początku 2011 roku odszedł do innego klubu z Luandy, Petro Atlético. W 2012 roku zdobył z nim Puchar Angoli. W 2013 roku przeszedł do cypryjskiego AEL Limassol. Po sezonie 2013/2014 wrócił do Angoli, gdzie został zawodnikiem Benfiki Luanda. W 2014 roku wywalczył z nią Puchar Angoli. W 2016 roku wrócił do Petro Atlético.

## Kariera reprezentacyjna
W reprezentacji Angoli Quiame zadebiutował w 2010 roku. W 2012 roku został powołany do kadry na Puchar Narodów Afryki 2012.